# 오시안

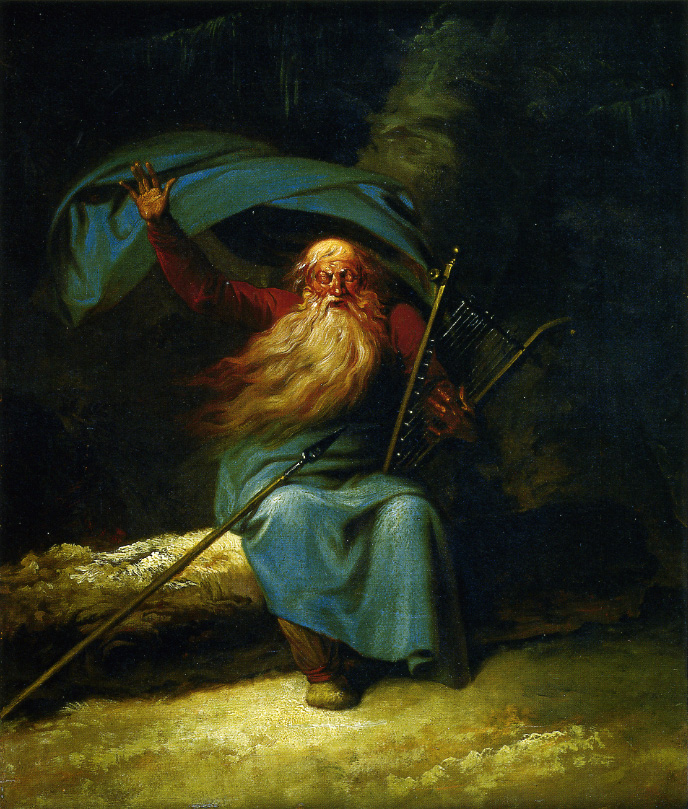
〈노래하는 오신〉(1787년), 니콜라이 아빌드가르드 그림

오시안(영어: Ossian)은 스코틀랜드의 시인 제임스 맥퍼슨이 1760년부터 발표한 일련의 서사시들의 작중 서술자로 설정된 인물이다. 맥퍼슨은 자신이 게일어로 구전되던 서사시들을 직접 채록했으며, 자신이 한 것은 서사시를 영어로 번역한 것일 뿐 새로 지어낸 것이 아니라고 주장했다. 맥퍼슨의 오시안은 아일랜드 신화의 영웅 핀 막 쿠월의 아들인 음유시인 오신을 원형으로 한다. 오늘날 맥퍼슨의 주장이 사실인지 여부에 관해 비평가들의 의견은 상반되는데, 맥퍼슨이 옛 민담들을 수집한 뒤 서사시는 그 내용들에 바탕해 자기가 지어냈다는 것이 통설이다.
비록 날조된 것이라 할지라도 맥퍼슨의 오시안 시리즈는 국제적으로 인기가 있었으며 유럽의 거의 모든 언어로 번역되어 낭만주의 사조 및 게일 부흥운동 양자에 영향을 끼쳤다.